# Abbas Dabbaghi
Abbas Dabbaghi Souraki (pers. ‏عباس دباغى سورکى‎; ur. 9 marca 1987) – irański zapaśnik w stylu wolnym. Olimpijczyk z Pekinu 2008, gdzie zajął dziesiąte miejsce w kategorii 55 kg.
Brązowy medal mistrzostw Azji z 2007. Drugi w Pucharze Świata w 2009; dwunasty w 2010 i 2011. Wicemistrz świata juniorów z 2006 roku.